# Dextrina dextranasi
La destrina destranasi è un enzima appartenente alla classe delle transferasi, che catalizza la seguente reazione:
(1,4-α-D-glucosil)n + (1,6-α-D-glucosil)m ⇄ (1,4-α-D-glucosil)n-1 + (1,6α-D-glucosil)m+1